# قلعه گلی محمدآباد
قلعه گلی محمدآباد مربوط به دوره اشکانی است و در شهرستان قم، بخش مرکزی، روستای محمدآباد واقع شده است. این اثر در تاریخ ۵ آذر ۱۳۸۰ با شماره ثبت ۴۴۲۲ به عنوان یکی از آثار ملی ایران به ثبت رسیده است.